# Босерон

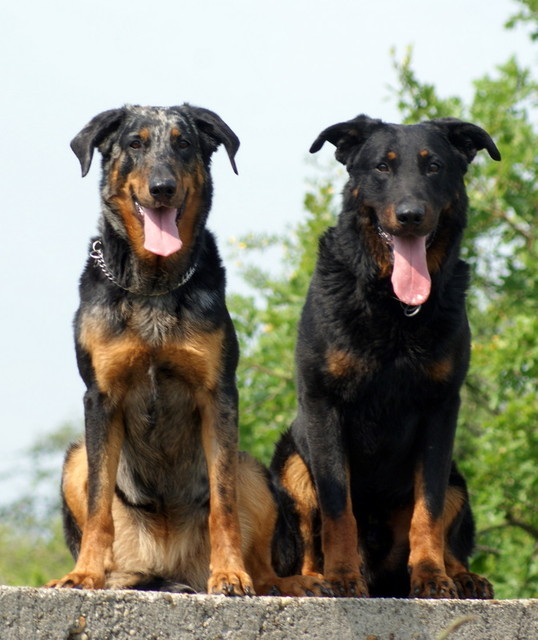
Босероны разных окрасов (арлекин и чёрно подпалый)

Босеро́н, французская гладкошёрстная овчарка (фр. beauceron. berger de Beauce) — порода пастушьих собак, сформировавшаяся на территории Франции. Является одной из старейших пород этого региона. Название дано по французскому региону Бос (фр.), на базе поголовья собак, проживающих в котором, формировался современный породный тип этих собак.
Босероны относятся к 1-й группе пород МКФ (FCI). При выставочной оценке этих собак обязательными являются рабочие испытания.
Другие названия породы — французская овчарка, босская овчарка (фр. Berger de Beauce).

## История породы
Босероны относятся к овчаркам европейского типа, среди которых является породой, претерпевшей наименьшие изменения по отношению к исходному прототипу породы. Современные босероны, в отличие от многих других пород собак этой группы, очень похожи на своих далёких предков.
Своё происхождение предки этой породы ведут от торфяной собаки, или, как её иначе называют, торфяного шпица. Помимо этого, в числе предков босерона предполагают наличие собаки Иностранцева. В ходе формирования на эту породу также оказали влияние собаки молосского типа, привезённые в этот регион римскими легионерами. Также на ранних этапах формирования породы к предкам современных босеронов примешивалась и волчья кровь. Нет данных о том, происходило ли это целенаправленно или случайно, но факт прилития чистого волчьего генома подтвержден современными генетическими анализами.
Долгое время породный тип, легший в основу босеронов, развивался изолированно на территории нынешней центральной Франции. В ходе естественного отбора в рамках популяции сформировался выносливый, поджарый фенотип, оптимально приспособленный к климату и рельефу французских предгорий.
Первая письменная информация об этой породе была обнаружена в монастырской рукописи, датировавшейся 1578 годом. В её тексте говорится о французских овчарках (пастушьих собаках), использовавшихся как для защиты скота от волков, так и для травильной охоты.
Первое полноценное описание босерона как самостоятельной породы дал в 1809 году аббат Розье (Rozier) в рукописи, носившей название «Руководство по сельскому хозяйству». При этом в тексте рукописи порода носила название не босерон, а босская овчарка (berger de Beauce).
Босероны стали одной из тех пород, которые были представлены на первой официальной французской выставке собак, проходившей в 1863 году. Проходила эта выставка в Париже и была организована французским Императорское общество зоологии и акклиматизации (фр. Société impériale zoologique d’acclimatation). Эта организация существует и сейчас, но называется теперь Национальное общество защиты природы (фр. Société nationale de protection de la nature). После того, как эти собаки были представлены публике на выставке, началась активная по формированию единого фенотипа породы. В 1896 году по распоряжению Пьера Менена (англ.), президента Императорского общества зоологии и акклиматизации, был составлен первый официальный стандарт породы, где эти собаки ещё носили название босской овчарки. Тогда же была сформирована специальная комиссия при этом обществе, которая должна была заниматься данной породой. Год спустя был организован первый породный клуб. Национальный клуб породы, основанный в конце девятнадцатого века, продолжает свою работу и сейчас, отслеживая все генетические линии современных собак этой породы.
В 1911 году основная работа по формированию единого фенотипа породы была завершена. Тогда же было принято нынешнее название этой породы — босерон.
В период Первой мировой и Второй мировой войн босероны активно использовались французской армией в качестве служебных собак для караульной службы, переноски грузов, протяжки кабелей систем связи и другого. Активное использование их в войнах привело к тому, что к середине сороковых годов двадцатого века поголовье босеронов значительно снизилось из-за того, что многие из них погибли на полях сражений. Работа по восстановлению поголовья собак этой породы началась в конце 1940-х. Тогда из числа уцелевших собак было отобрано 60 особей, которые и легли в основу всех современных генетических линий босеронов.
В ходе восстановления поголовья породы собаки претерпели некоторые изменения, став суше и легче, чем были их предки. Признание Международной кинологической федерации (FCI) порода босерон получила в 1963 году. Современный стандарт опубликован в 2006 году. В 2007 году порода получила признание Американского кеннел-клуба (AKC).

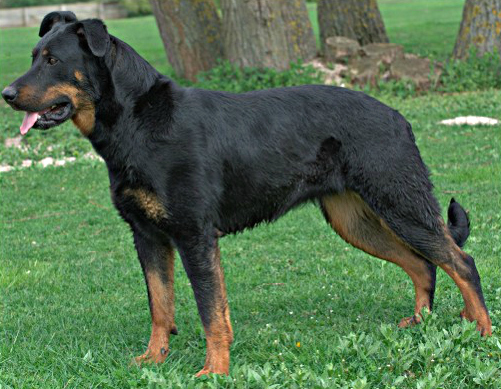
Босерон с не купированными ушами

## Внешний вид
Босерон — малораспространенная порода собак. Очень часто его путают с доберманом или ротвейлером, или с метисом этих пород с овчарками. Это довольно крупные собаки, отличающиеся крепостью и мощью, но не загруженные. Максимальный рост согласно стандарту FCI составляет 70 см, масса тела — около 50 кг. Шерсть короткая, обладает отличительным блеском, гладкая, но достаточно жёсткая на ощупь. Окрас у таких собак чёрный с рыже-коричневыми подпалинами или мраморный (чёрный с подпалинами и серыми пятнами). Любые белые пятна и оттенки считаются недостатком.

## Характер
Босерон — открытая, уверенная в себе и упрямая собака. Сложности в воспитании могут возникнуть, если попытаться объяснить что-либо босерону силой, то же будет и с другими породами собак. И если завоевать их расположение умом и лаской, а не насилием, то без сомнения в лице босерона можно приобрести надежного компаньона и преданного друга.
Босерон трудолюбив, смел и отважен. Он нуждается в физической нагрузке и правильном воспитании. Босерон взрослеет достаточно поздно: кобели после 3 лет, суки несколько раньше. До этого времени необходимо внимательно следить за его поведением и придерживаться правил воспитания. В то же время не следует перегружать собаку на тренировках, а в качестве стимула к работе использовать игры и лакомства.